# 2019年8月4日香港遊行
2019年8月4日香港將軍澳及港島西反對逃犯條例修訂草案遊行，又稱8·4將軍澳大遊行和8.4港島西大遊行，發生於2019年8月4日，是由民間自發舉行的反對修訂逃犯條例遊行遊行。將軍澳遊行路線由寶翠公園出發，經過坑口到香港單車館公園作終點。目的是五大訴求，即撤控示威者、取消暴動宣稱、追究開槍責任、按議事規則撤回修例，以及實行雙普選。且包括第六個訴求，即反對媒體失實報道。
是次遊行是逃犯條例修訂草案推出以來，首次有民眾於將軍澳舉辦反對逃犯條例修訂草案遊行，而遊行亦已得到香港警務處發出不反對通知書，但當天舉行的其他遊行則發出反對通知書。將軍澳反修例遊行發起人伍偉衡表示，遊行有15萬人出席，警方稱經原定路線最高峰有2.7萬人。

## 背景

### 香港科技大學學生集會
2019年7月21日，科大學生會以Facebook專頁貼文之形式邀請科大校長史維出席是次集會和遊行，但他表示拒絕，並認為邀請方式欠尊重、不真誠，且表示學生可透過既有渠道，在有協作及互相尊重的情況下與他交流。
8月4日上午11時，科技大學學生會於校內舉行集會，並會護送科大校長史維前往將軍澳的遊行。在集會期間，史維突然到場，表示原本不願出席，但得知不少學生特意回校，為免學生失望，故現身參與。並表示自己不會參與遊行和尊重學生意見，以及對科大學生會使用他的相片來製作圖片呼籲學生參與集會遊行感不尊重。期後史維在多名學生追問下中途離場，而在場學生不滿，並高呼「光復香港，時代革命。」口號。
科大學生會臨時會長黎煒進回應稱，校長是公眾人物，認為使用其照片並無問題。而有學生批評他只譴責示威者，卻未有批評警方武力清場。

### 無綫電視保安措施
《香港01》收到無綫電視發給員工的內部電郵通知，指當天由下午開始，將會暫停員工巴士服務。理由是由於將軍澳區有遊行及集會活動，估計該活動將會嚴重影響將軍澳區內的交通運作。而無綫電視並沒有作出回應。另外，在當天上午時分，無綫電視城未有任何特別保安措施，門口只有一位保安，他不回答任何問題。

### 將軍澳遊行

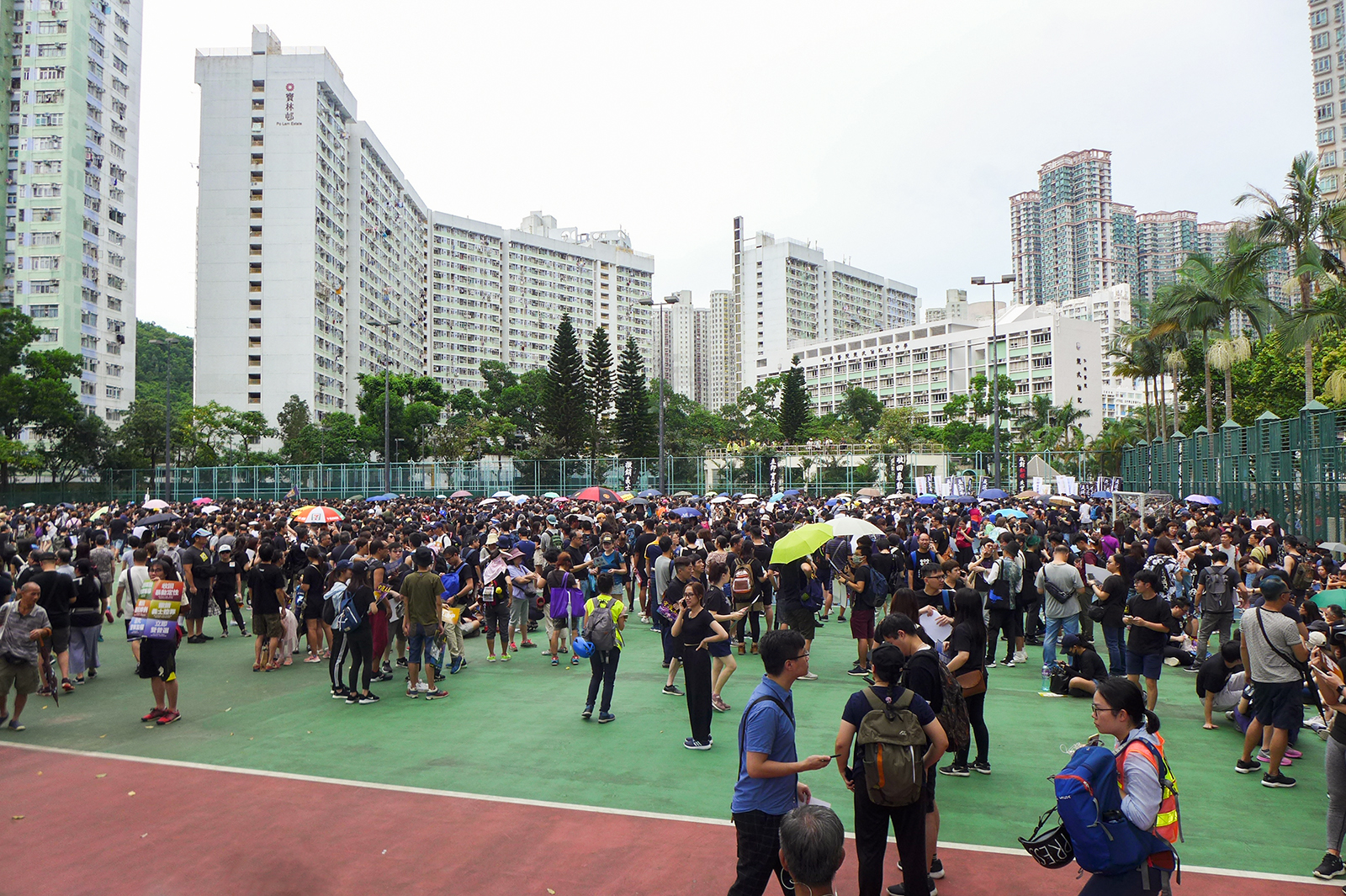
寶翠公園內有大批穿黑衣的示威者聚集

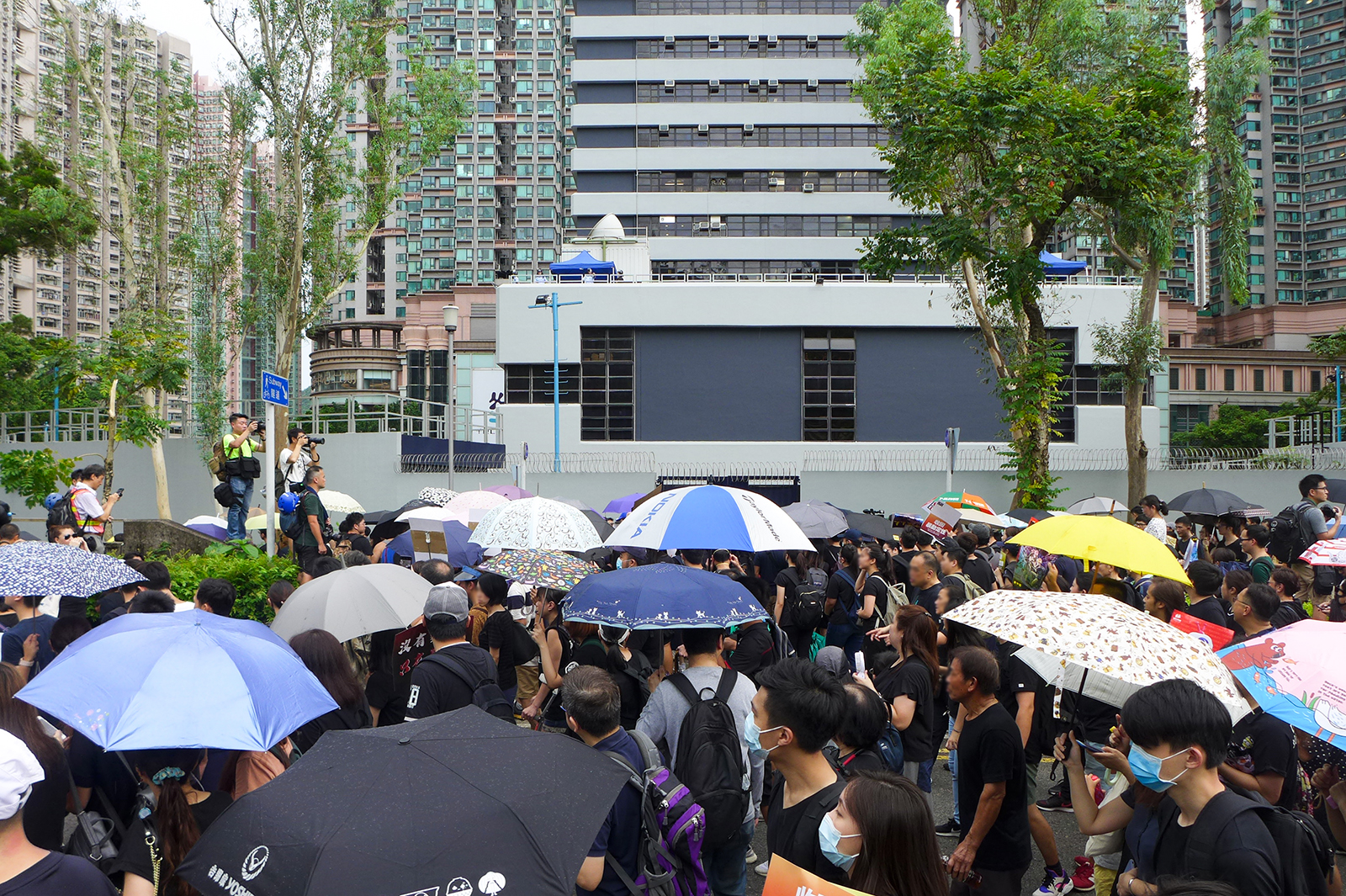
示威者經過將軍澳警署時高叫「香港警察知法犯法」、「黑警可恥」等口號

## 經過

### 遊行開始（下午2至4時）
於遊行開始前，部分地方的車站鐵欄和可移動車站指示牌已被拆除，而巴士服務繼續維持服務。康文署下的康樂設施，如將軍澳香港單車館，將提早於下午2時關閉。亦有部分商戶於下午提早關門。而將軍澳警署門外亦架起水馬。
下午2時許，將軍澳開始有大批穿黑衣的示威者聚集和湧向遊行集合地點寶翠公園。下午兩時半，遊行隊伍正式出發。
下午3時，遊行隊伍經過將軍澳警署，有示威者情緒高漲，高叫「香港警察知法犯法」、「黑警可恥」等口號，亦有人對着於警署天台觀察遊行情況的警員舉中指和於警署外牆寫上「黑警」、「黑社會」字眼。亦有人於天橋上掛上印有「光復香港，時代革命」、「警黑勾結」等字句的橫額。
下午3時半左右，有人在景林邨景榕樓高層擲水彈，沒人受傷。糾察呼籲遊行人士儘量不要行近該屋苑範圍。而警方表示，整條寶豐路及部份寶琳北路行車線已被佔用。
下午4時，遊行隊頭已到達終點，現埸呼籲遊行人士參與稍後舉行的港島西集會活動。與此同時，有一輛警車一度被遊行人士包圍，有人踢警車，亦有在車尾貼上訴求標語，現場人士報以噓聲。
下午4時半多，有一名年輕人在香港單車館外跪下，呼籲市民8月5日參加大罷工。不少市民叫他不要再跪了，也有人向他捐錢，希望幫助前線年輕人，但他一一拒絕。他表示有這麼多青年人付出，目的都是為了香港前途，相對地他這一跪很值得。
在遊行途中，有市民派發豬排飯和設水站為遊行人士打氣。而立法會議員鄺俊宇及一眾絕食者也到場支持。

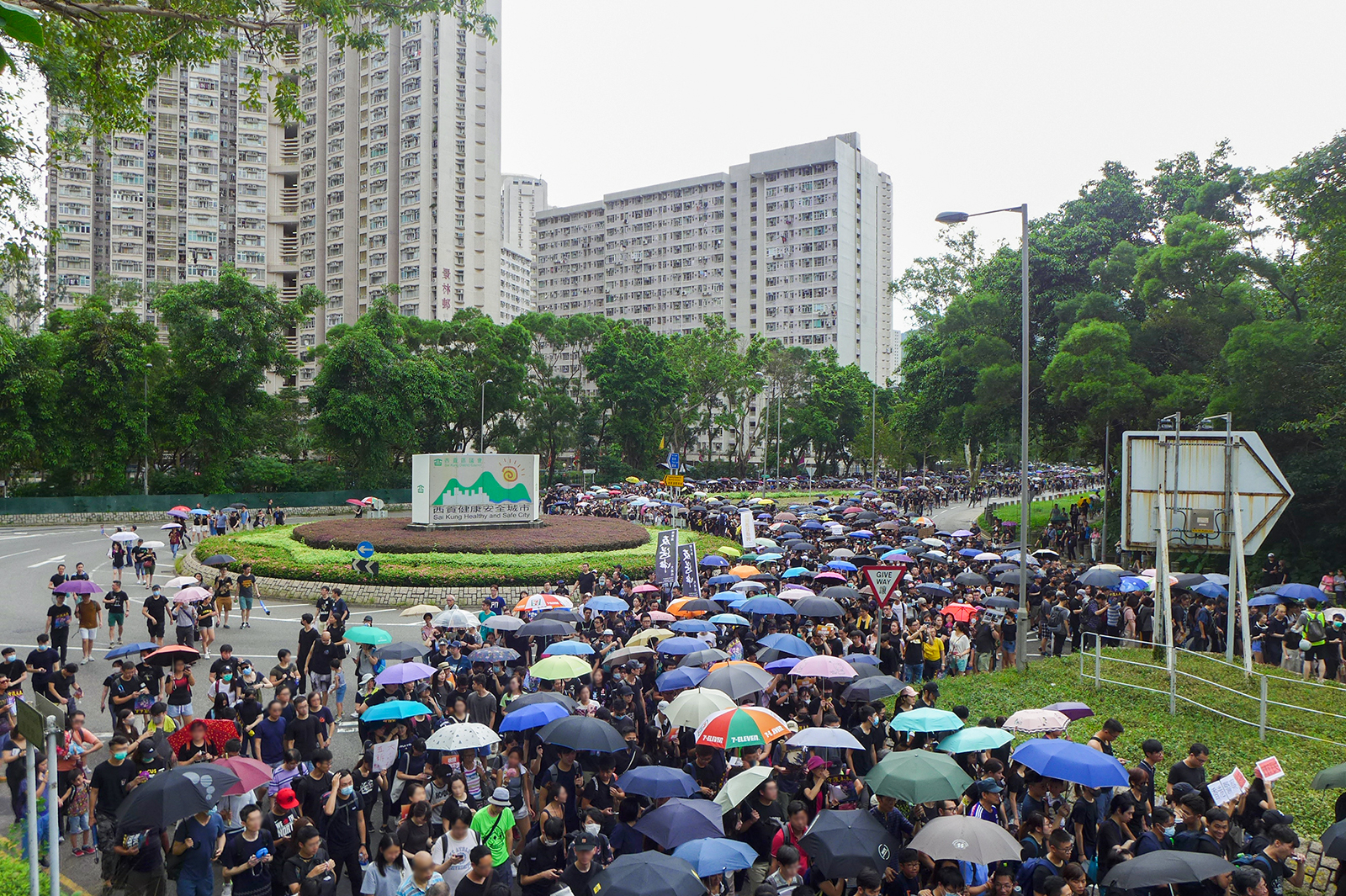
示威者路過寶順路交界迴旋處
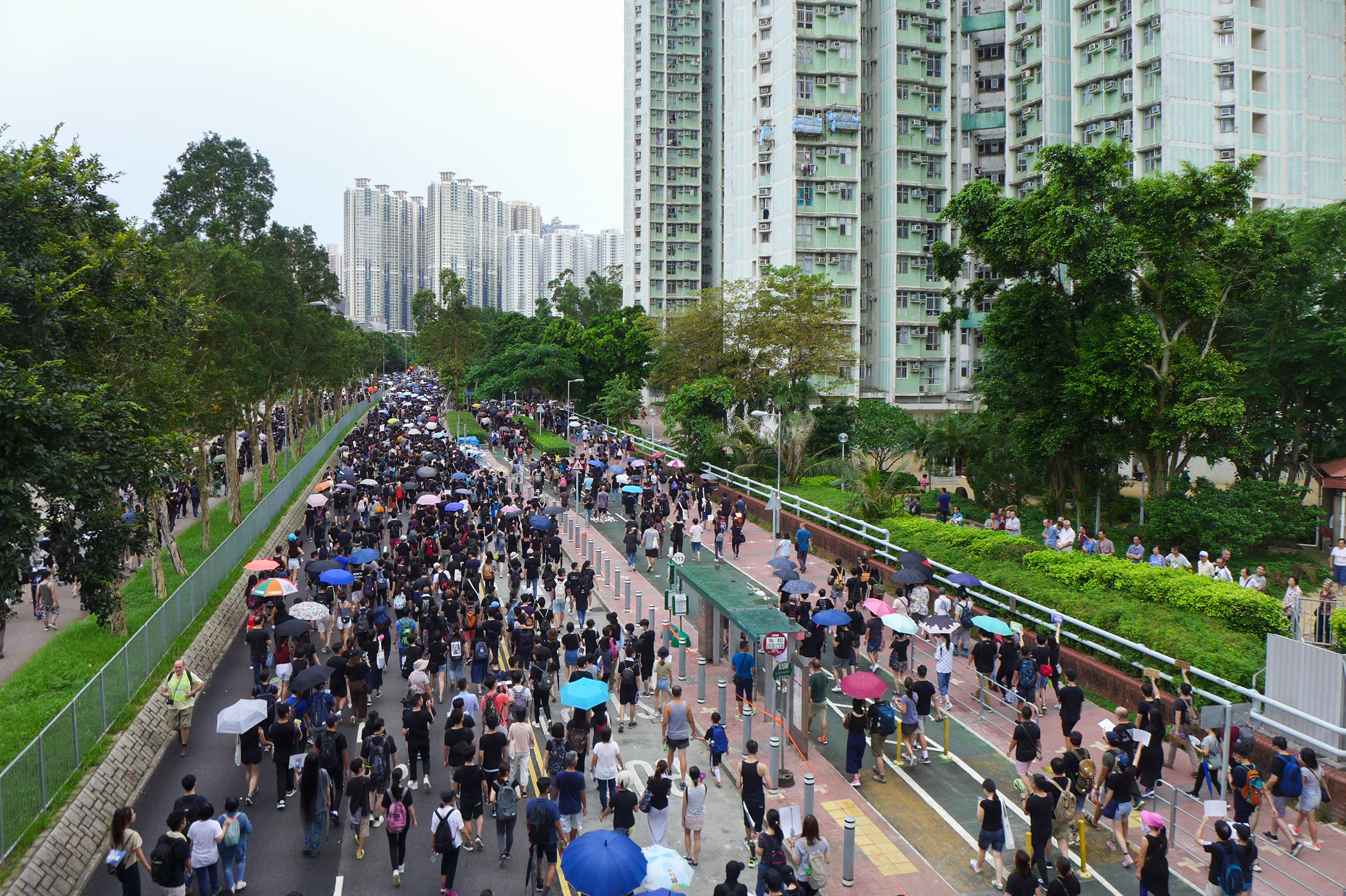
示威者路過昭信路
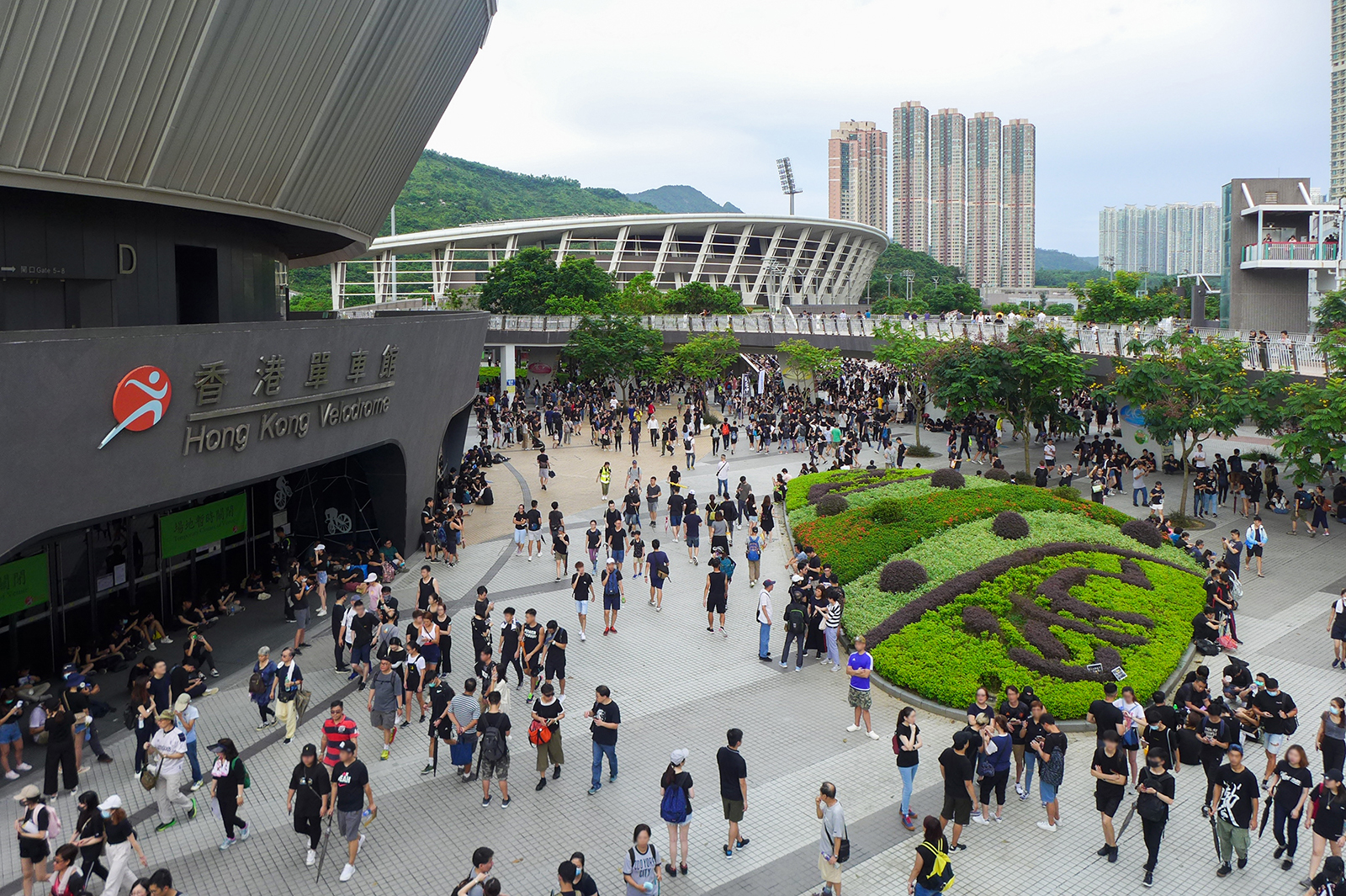
遊行人士到達香港單車館終點
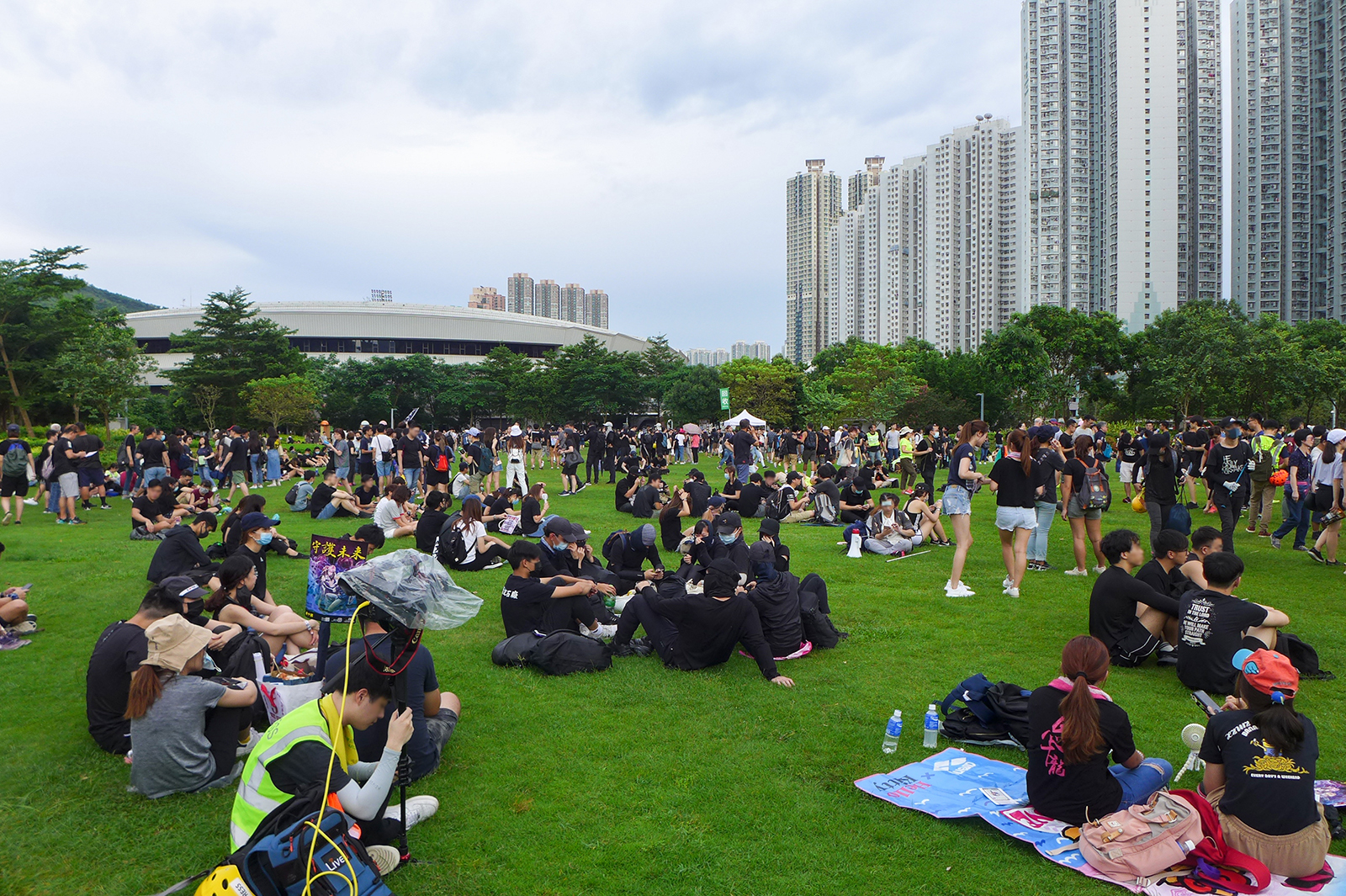
香港單車館公園有大量遊行人士休息
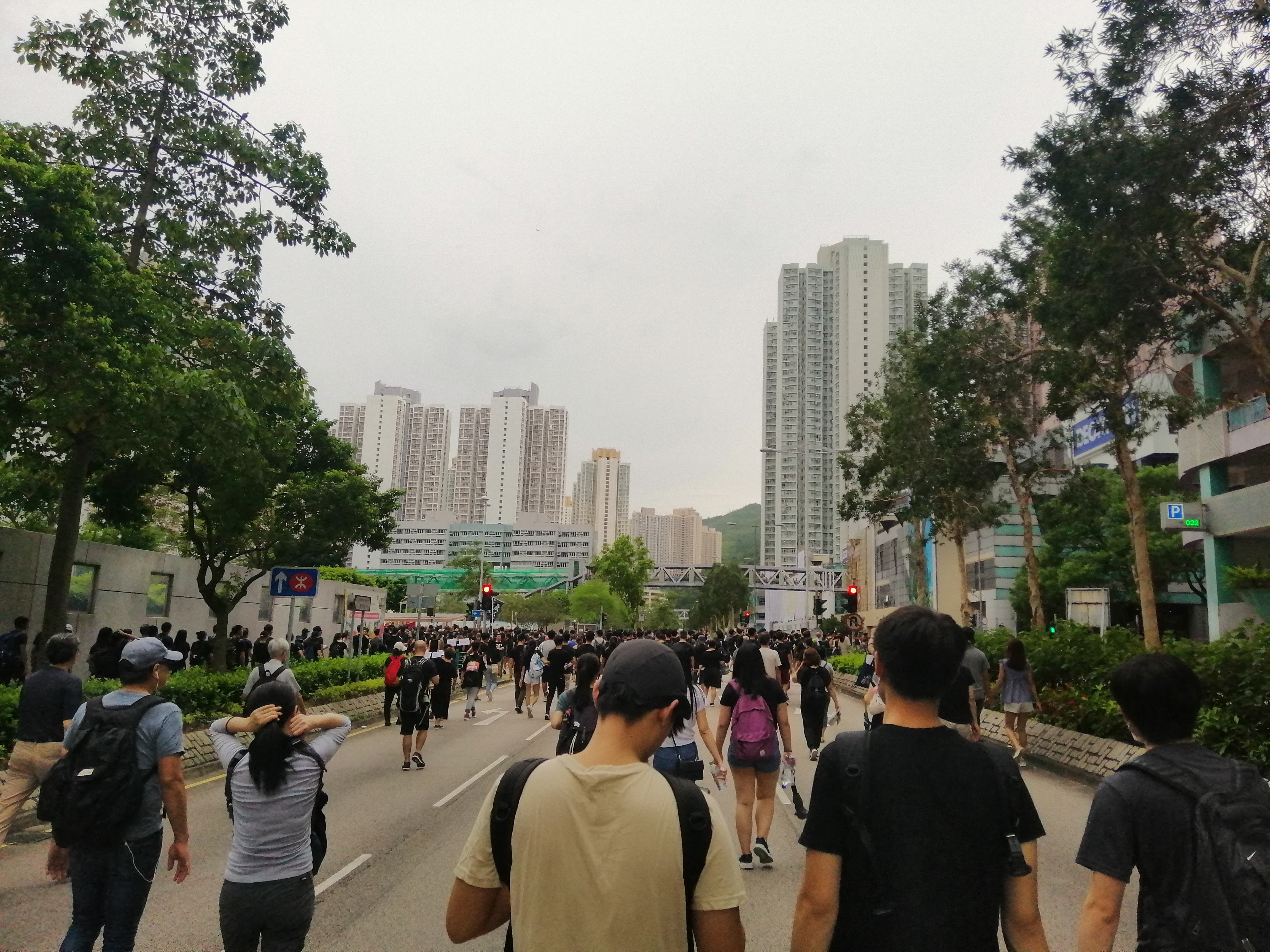
部分遊行人士在唐明街步行

### 包圍警署和舉行放映會（下午5時至6時）

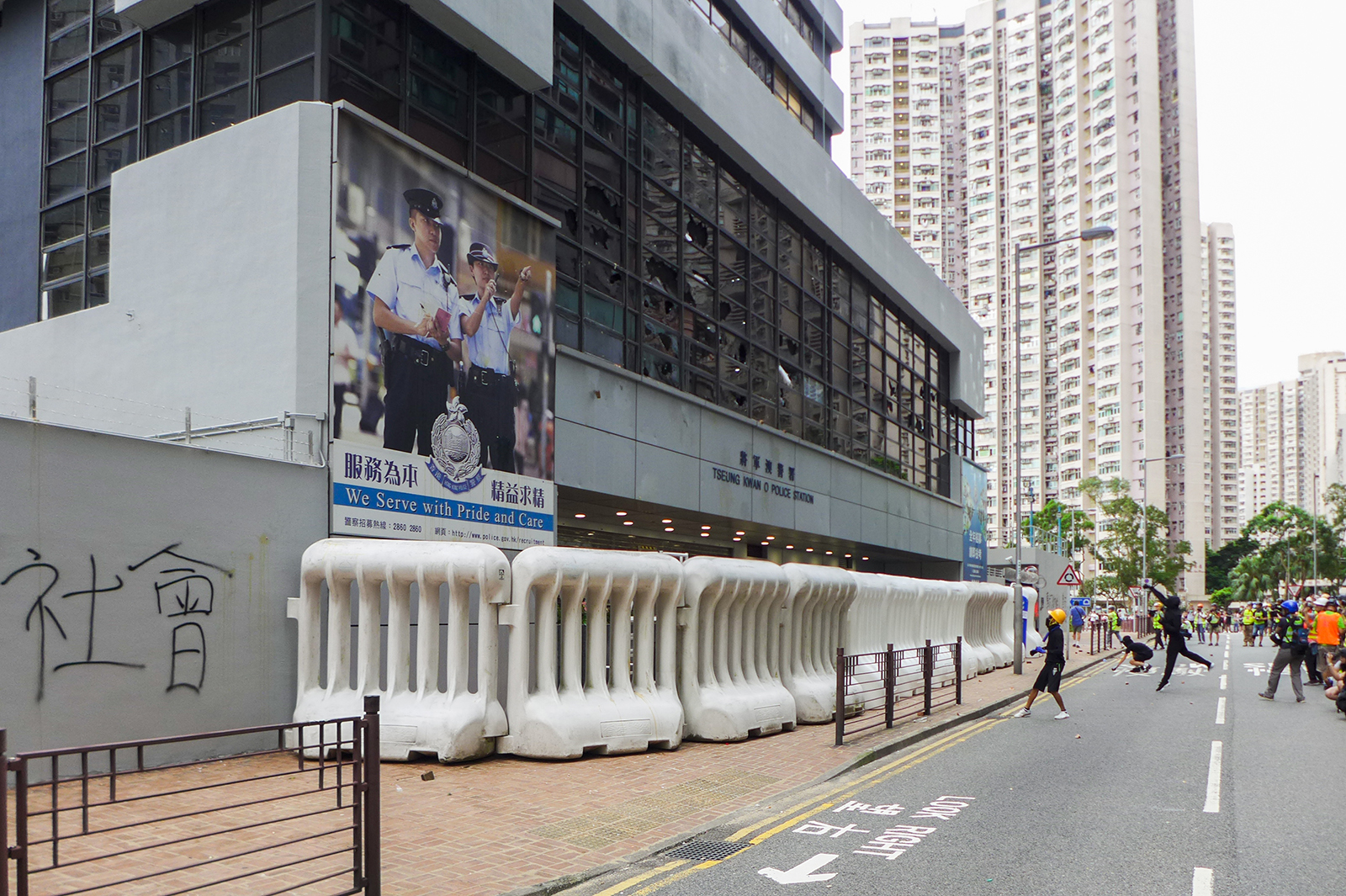
下午5時多，示威者到將軍澳警署外聚集，有示威者向警署投擲雜物

下午4時40分，有示威者向警署投擲雞蛋，戴上防暴裝備的警員一度從警署出來驅趕。同時亦有示威者拆走路邊欄杆和作路障。
下午5時，有市民於基督教宣道會宣基中學外建立連儂牆。該中學的校長為兒童事務委員會的成員，而他是其中一名沒有表態支持成立獨立調查委員會的成員。有該校舊生指，他們並非要包圍學校，大部人聚集在此只希望在連儂牆表達意見。另外，主辦單位於終點單車館公園播放有關逃犯條例中，認為有傳媒偏頗報道的片段，放映會於下午7時完結。而公園內設有數塊連儂牆，並將於翌日交予無綫電視。
下午5時多，示威者到將軍澳警署外聚集，高聲叫罵警察，亦有示威者向警署內的警員照射鐳射光，以及向警署投擲雞蛋、磚塊等雜物。有警署的玻璃被擊破。期間有多名警員一度持盾步出警署，其後返回閘內。另外，有市民包圍一名男子，雙方發生口角。現場人士指控該名男子拍攝示威者的樣貌。
下午5時58分，警方發出聲明，表示大批聚集在將軍澳警署外的激進示威者，向警署投擲硬物，毁壞警署多扇玻璃窗，嚴重威脅在場人士的人身安全，稱將於短時間內驅散示威者。而下午6時多，示威者高呼「be water」和散去。

### 佔領馬路（晩上7時至12時）
下午6時，數百名示威者聚集在PopCorn商場對開十字路口，並以鐵馬堵路。當有救護車及部分車輛駛過時，示威者有讓路讓其通過。同時有無綫電視記者在Popcorn平台拍攝被示威者發現和包圍。有示威者不斷大罵「賣港賊」「無綫新聞，出賣港人」等字全，但也有人嘗試調停，呼籲大家冷靜。最後記者退入商場。
下午7時，有區議員到將軍地鐵站附近呼籲示威者，希望示威者「不流血，不被捕」。而在場示威者爭議到底是守在將軍澳，還是去西環。同時示威者佔據將軍澳一帶部分路段，並設置路障，亦有示威者拆除交通燈。期後該名區議員再度到場勸告示威者，把握時間，盡快離開，稱有消息指防暴警察已出動和將軍澳隧道已封鎖。
下午8時，有便衣警員曾在附近天橋拍攝，後被發現遭到居民驅趕。之後再改到附近停車場拍攝，再被市民指罵，而示威者以鐳射燈干擾對方。
到晚上10時25分，近100名示威者在將軍澳的寶順路以小巴站牌、雪糕筒及共享單車等雜物設置路障。防暴警察到11時清去示威者搭建的路障，同時舉起舉起橙旗，呼籲在場市民離開。在寶順路兩旁的街坊指罵警察「黑警」，而警察以「唔好扮街坊」和「你出得來就唔好走，今晚留低就同我返差館」回應。其後在行人路的市民被警員以警棍打及施放胡椒噴劑驅趕，與兒子散步的51歲市民陳恭信後腦中三棍流血不止，送院後縫8針。陳其後在同年9月18日聯同9名警暴受害人發起眾籌「反濫權大控訴眾籌計劃」以向警方索償，及在10月17日入稟要求警務處長公開涉事警員身分。

### 警署外抗議（凌晨12時至3時）
就有市民被防暴警察無故打傷，超過一千人包圍將軍澳警署示威，要求警方交代。凌晨2時，有示威者向警署投擲雜物，防暴警察施放催淚煙驅散。近凌晨3時，防暴警察其後推進，示威者隨即散去。

### 港島西集會

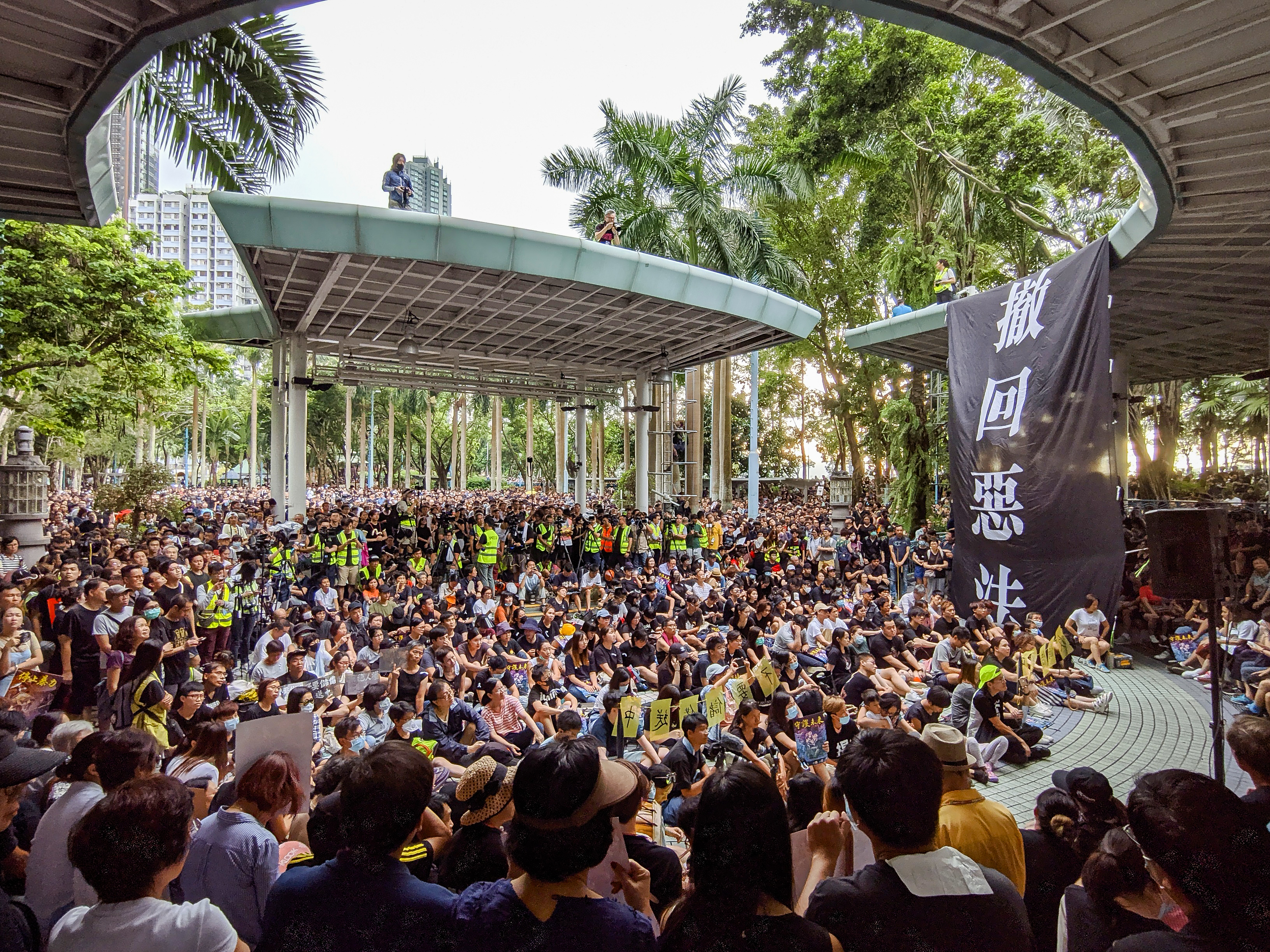
港島西集會在下午5時於西環卑路乍灣公園舉行

網民原發起「港島西大遊行」，擬由堅尼地城科士街臨時遊樂場，經西環遊行至中山紀念公園。但警方只批准集會。集會在下午5時於西環卑路乍灣公園舉行，大會宣佈有2萬人參與集會。

#### 自發遊行

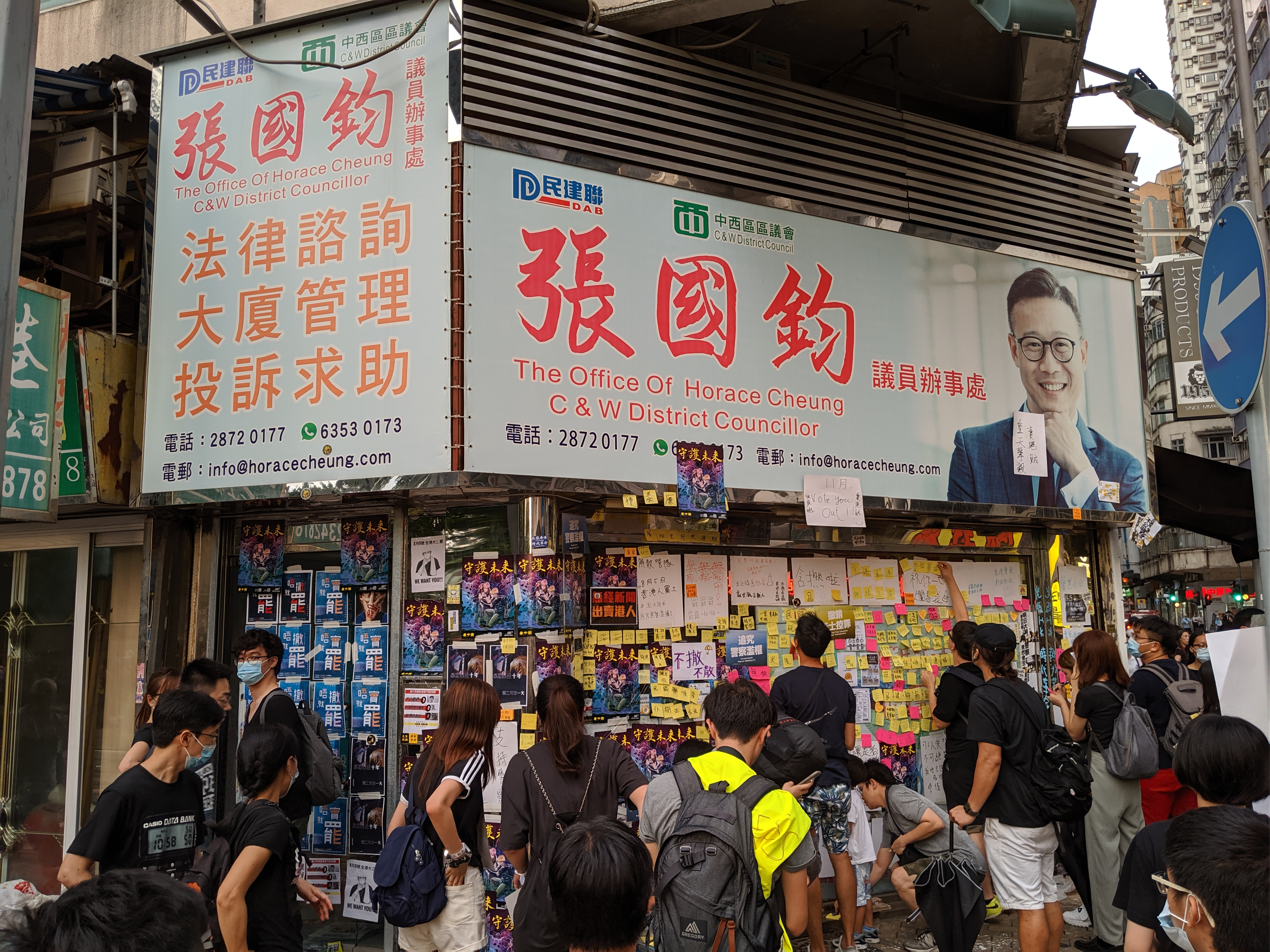
傍晚，部分示威者包圍民建聯副主席張國鈞位於堅尼地城海傍的辦事處，並且變成連儂牆

到傍晚6時25分，部分示威者包圍民建聯副主席張國鈞位於堅尼地城海傍的辦事處，並且變成連儂牆，貼上多張海報及便利貼，辦事處3塊玻璃被打爛。而辦事處上方的相片海報亦被噴漆塗鴉。
其後示威者佔領德輔道西西行車線前往中聯辦方向，在附近搬出水馬設置路障。而馬路上已有防暴警察戒備。晚上7時17分，警方在皇后大道西聖類斯中學附近施放催淚彈。晚上7時40分大量市民決定離開，進入香港大學港鐵站往銅鑼灣，沿途高叫「星期一罷工」、「光復香港 時代革命」。
而德輔道西有年輕的市民表示，希望警方可以讓市民通過防線回家，但警方一度拒絕放行，更要求對方透露住址及樓層。居民質疑警察沒有權利查問確實住址。

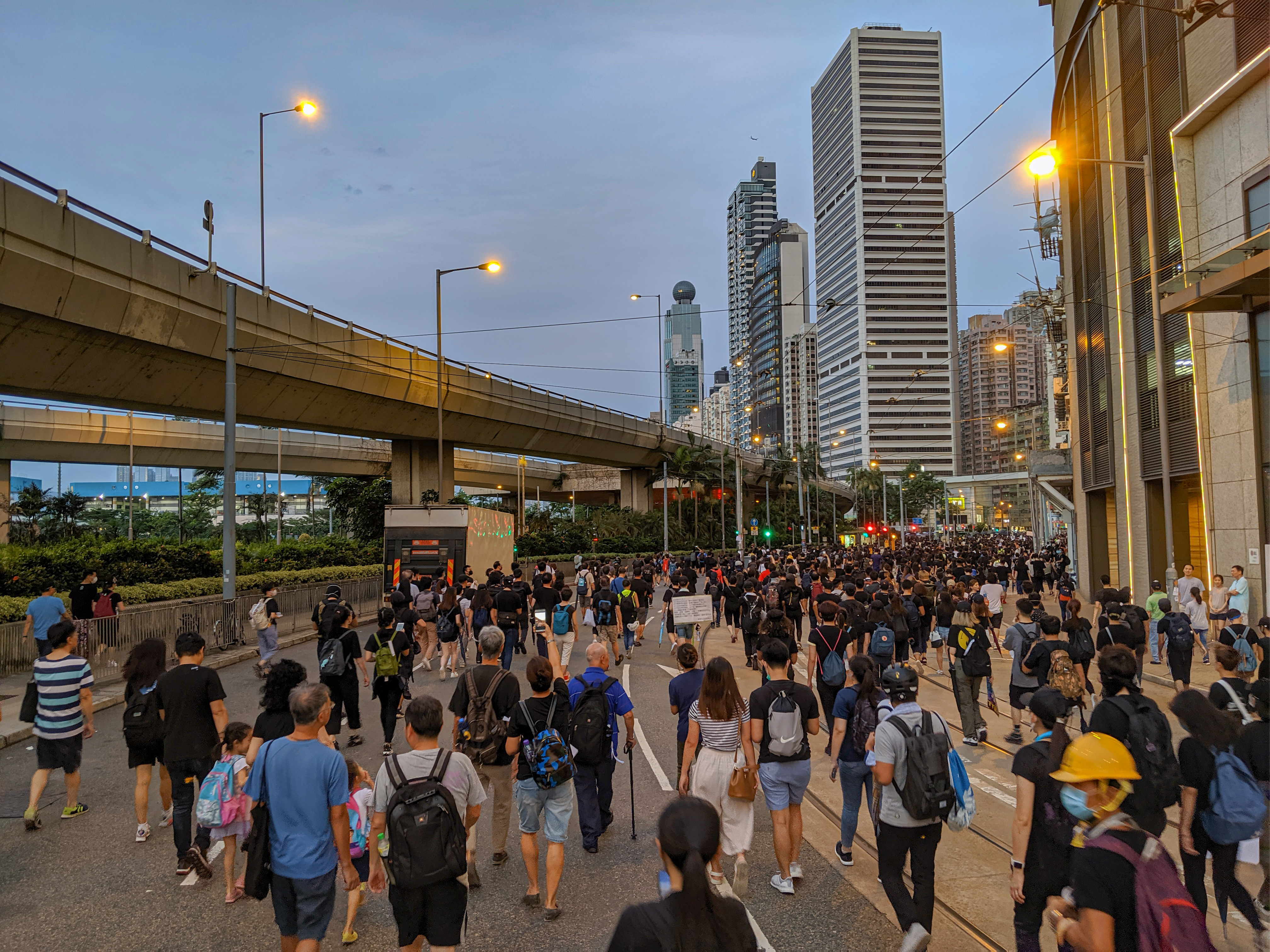
示威者佔領德輔道西西行車線前往中聯辦方向
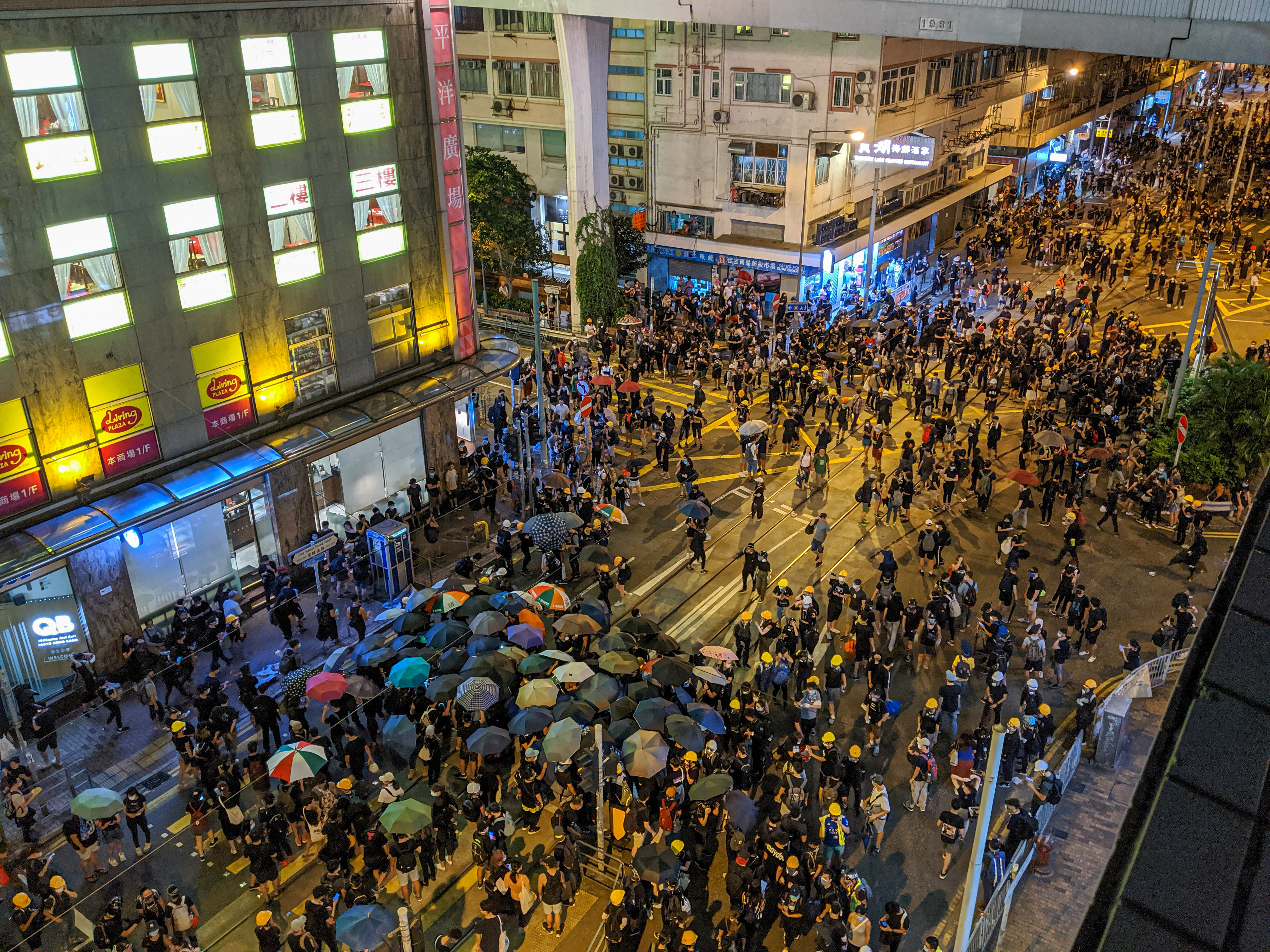
示威者在香港商業中心對出設置路障
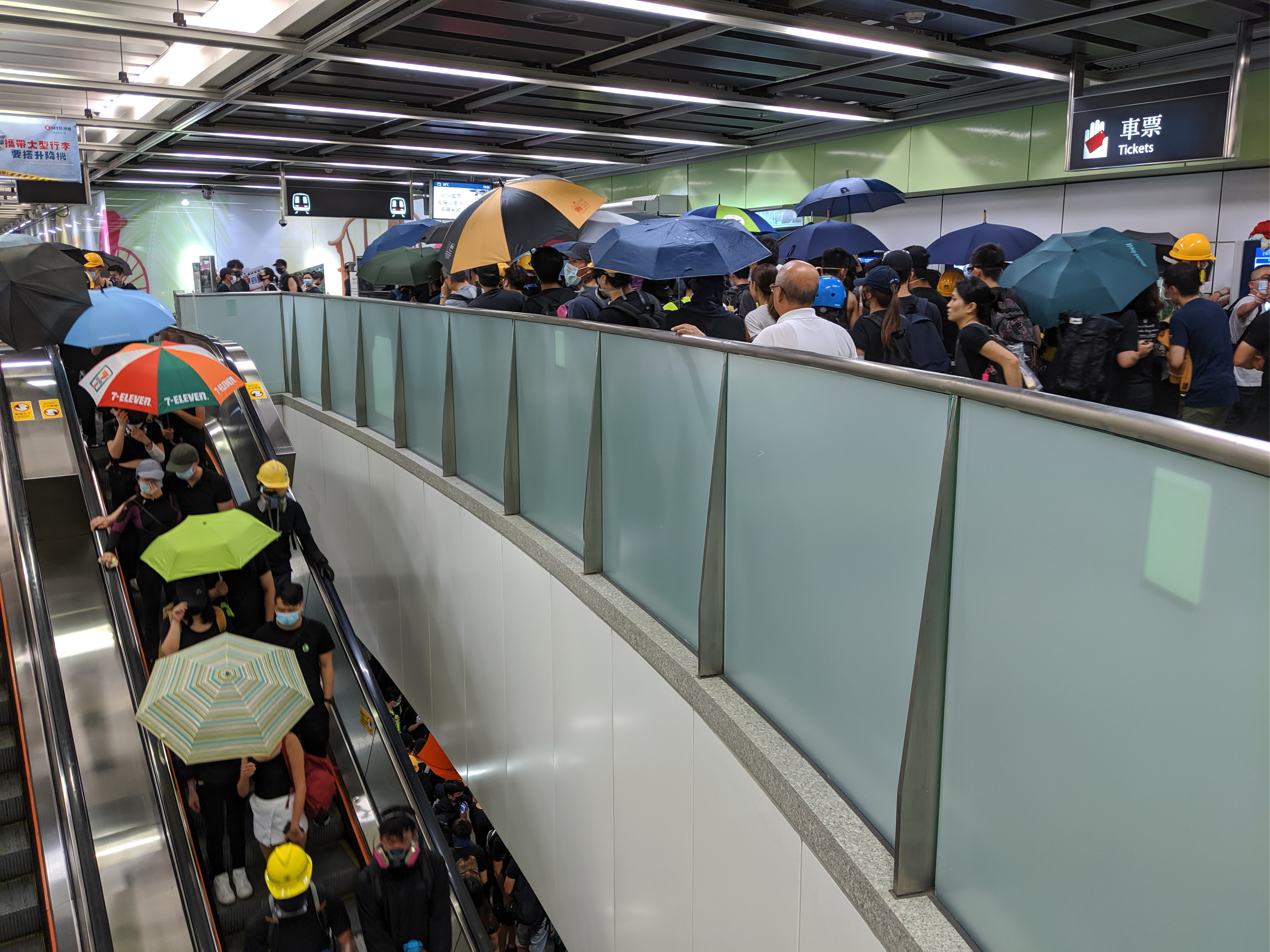
晚上7時40分，示威者進入香港大學港鐵站，以雨傘作保護，避免閉路電視拍攝容貌

#### 流動佔領銅鑼灣

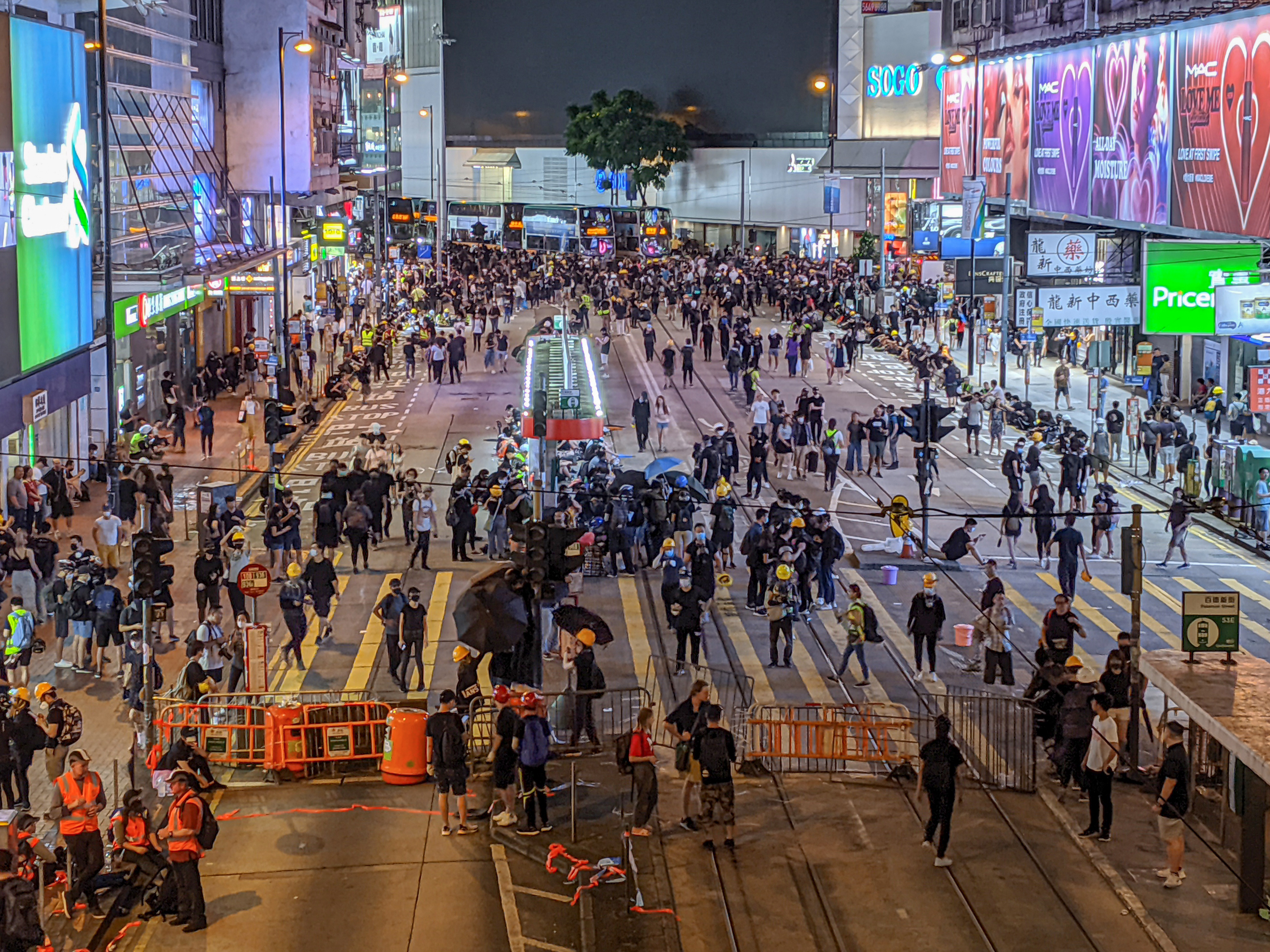
示威者在銅鑼灣怡和街設置路障

晚上8時40分，示威者佔據銅鑼灣崇光百貨對出的軒尼詩道，以雪糕筒、膠欄和回收桶設置路障。部分示威者向灣仔方向前進，並衝出告士打道設置路障，表明要「快閃紅隧」，堵塞紅隧往港島的出入口約3至4分鐘。同一時間，另一批示威者到達灣仔金紫荊廣場，除投擲雜物外，亦在雕塑底以黑色噴漆噴上「天滅中共」、「皇天擊殺」、「光復香港」等字眼。

#### 警方施放催淚煙清場
晚上9時34分，防暴警察在銅鑼灣波斯富街舉黑旗後，施放多枚催淚彈，現場更傳出多下槍聲。

## 法庭案件
一名22歲男子被指於8月5日凌晨約2時40分在將軍澳警署外集結及投擲硬物，他急步離開，並將磚頭和手套丟棄在路邊。便衣警尾隨被告，在其住宅大堂截停並將他拘捕。辯方求情指，被告出生後患先天性巨結腸症，而一家依賴胞姊的收入，惟因疾情影響其工作行業，加上父親患重病需截肢，形容被告「由出生到現在都唔係幸運嘅人」。到2022年12月5日判刑當日，法官姚勳智指當日多人聚集升級至暴動，相信非早有預謀，惟案發歷時不短，而且規模較大和使用的暴力程度高，加上以警署為目標，須判處阻嚇性刑罰。最後考慮被告的身體狀況，加上被告認罪獲得進一步扣減，判處被告監禁32個月，另需賠償3000元。